# Леквио Берија
Леквио Берија (итал. Lequio Berria) је насеље у Италији у округу Кунео, региону Пијемонт.
Према процени из 2011. у насељу је живело 158 становника. Насеље се налази на надморској висини од 714 м.

## Становништво
Према резултатима пописа становништва 2011. у општини је живело 494 становника.
| 1936. | 1951. | 1961. | 1971. | 1981. | 1991. | 2001. | 2011. |
| ----- | ----- | ----- | ----- | ----- | ----- | ----- | ----- |
| 1.136 | 969   | 788   | 670   | 619   | 586   | 524   | 494   |